# Musteloidea
Musteloidea je nadčeleď z řádu šelem se stejnými znaky lebky a zubů. Jejich sesterská skupina jsou ploutvonožci, mezi něž patří například tuleni.
Nadčeleď zahrnuje čeledi pandy malé s jediným zástupcem, pandou červenou, lasicovití (například kuny, lasice, tchoři a vydry), skunkovití (skunkové), a medvídkovití (například mýval severní, nosálové a kynkažuové).

## Fotogalerie

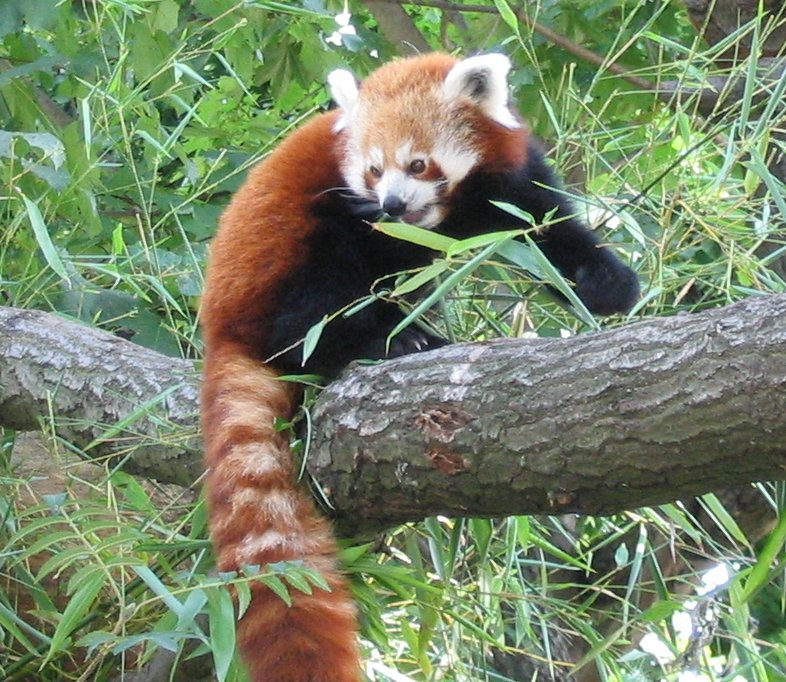
Panda červená
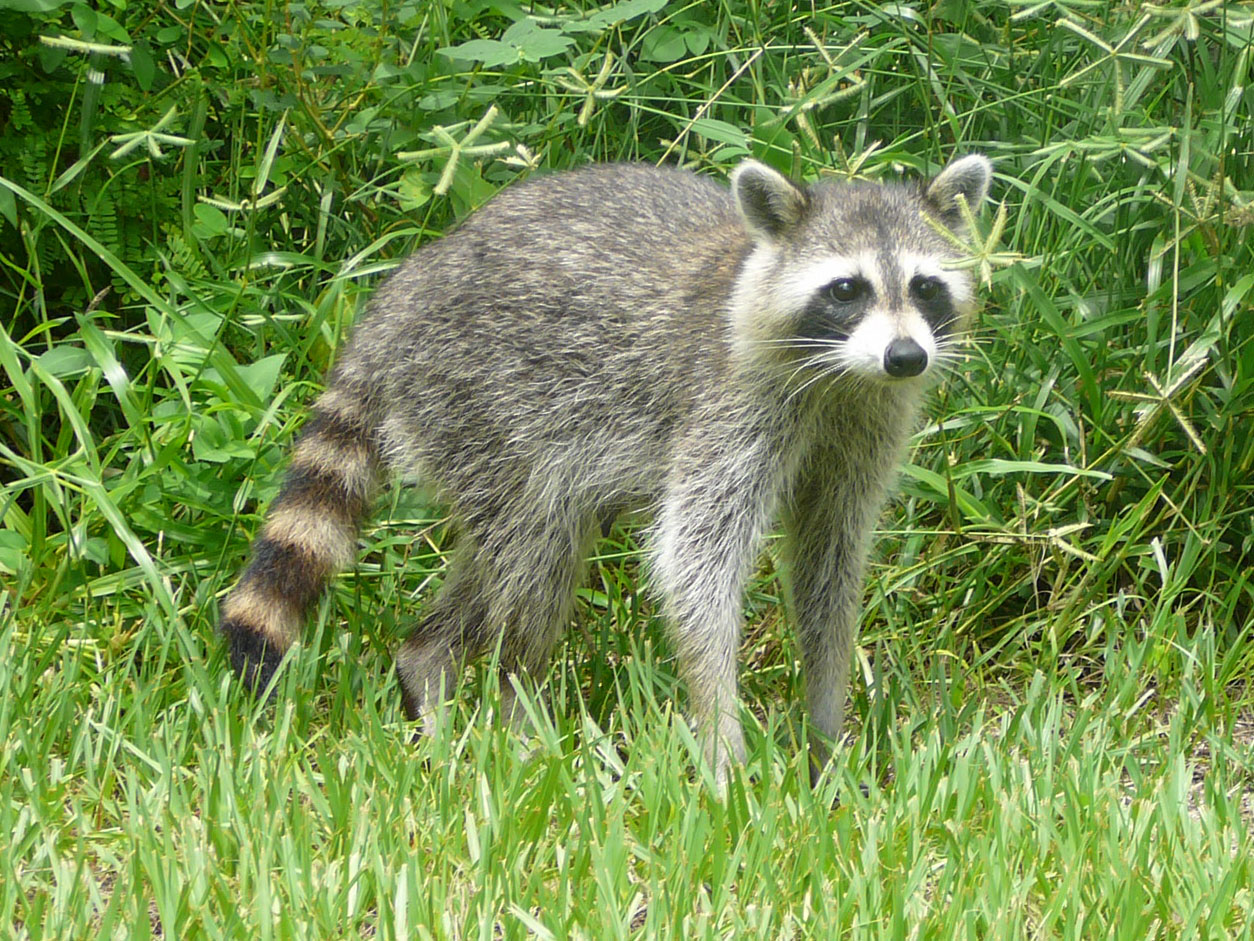
Mýval severní
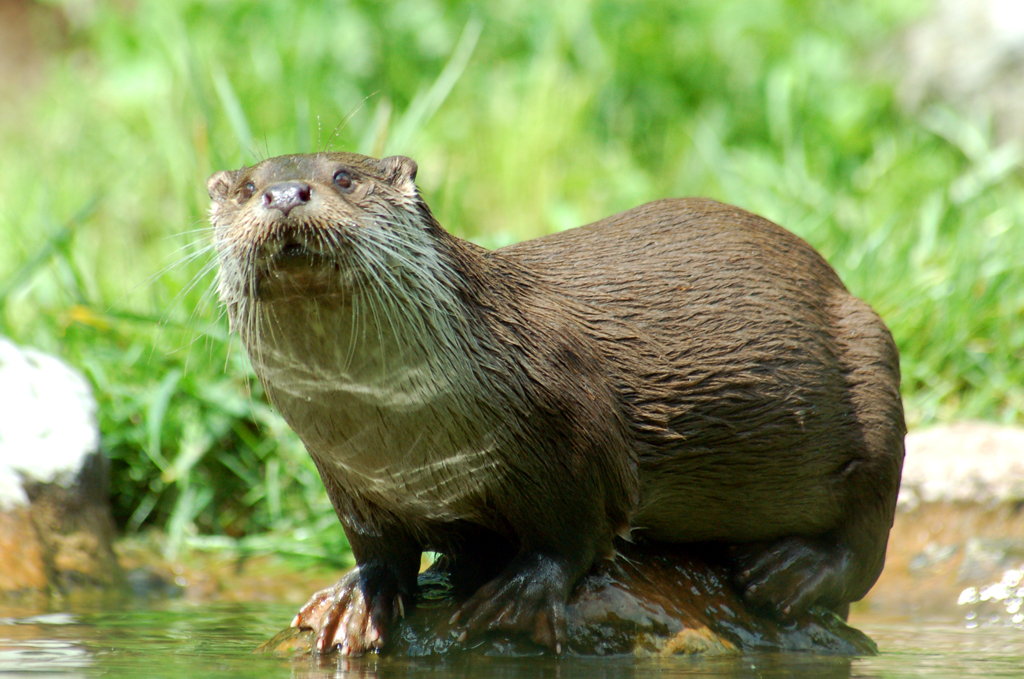
Vydra říční
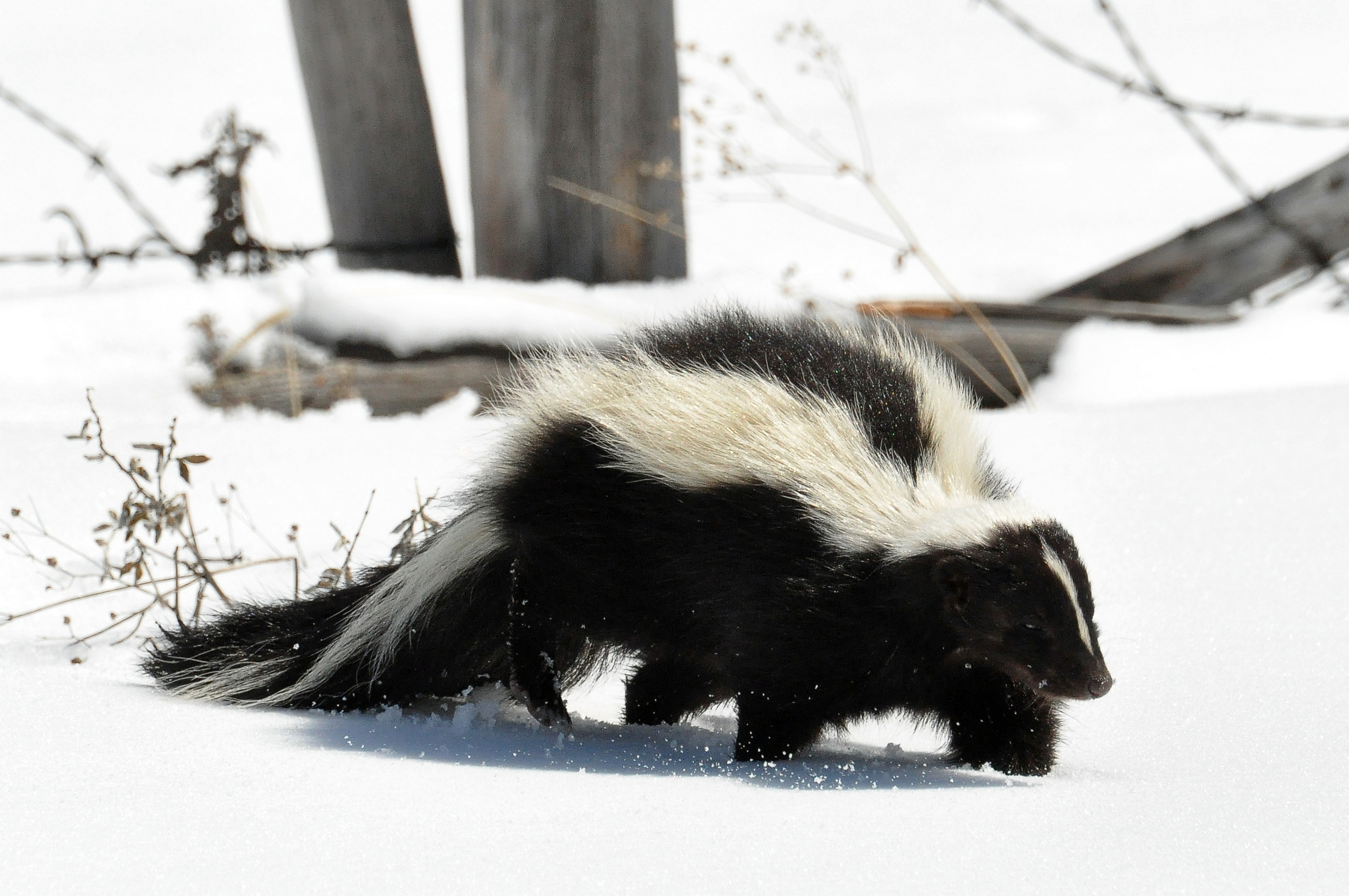
Skunk pruhovaný
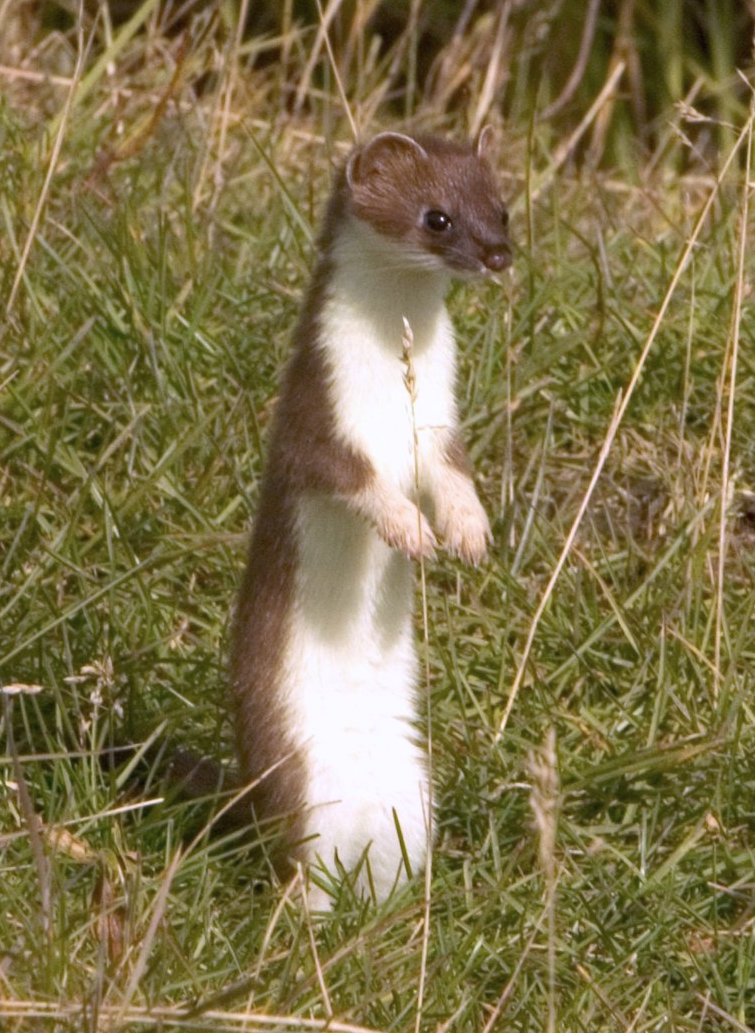
Lasice hranostaj